# カムイのうた
『カムイのうた』は、2024年に公開された日本映画。明治期から大正期にかけてのアイヌ文化伝承者である知里幸恵の生涯を題材とした作品であり、知里幸恵の没後100年、生誕120年を機に、北海道東川町の企画により制作された。大正期にアイヌの口承文学を初めて文字化して『アイヌ神謡集』を著し、19歳で死去した知里幸恵の生涯を描くと共に、北海道の自然の風景、明治から大正にかけて土地や生活を奪われたことで衰亡の危機に瀕したアイヌの生き様や伝統と文化、アイヌの差別と迫害の歴史を伝え、差別や虐待のない共生社会を訴えることを意図して製作された作品である。PG12指定。

## ストーリー
アイヌの少女北里テルは女学校を受験し、優秀な成績をおさめるが、アイヌというだけで不合格の烙印を押される。大正初期に女子職業学校に入学するが、そこでも「土人」と呼ばれ、差別を受ける。テルに思いを寄せる青年の一三四は、祖父のレモクの墓が、和人による民族研究のために墓荒らしに遭い、和人を嫌悪している。
テルと一三四は共に、同じ人間にもかかわらず、アイヌという理由だけで差別に遭うことを、疑問に考える。そんなテルに、叔母のイヌイェマツはユカㇻを聞かせて、「自分たちの体の中にはユカㇻがあり、それは誰も奪うことができない」と教える。
やがて言語学者の兼田教授が、イヌイェマツを訪ねてくる。兼田はテルたちに、唯一無二の民族であるアイヌであることに誇りを持つよう助言する。アイヌ文化には文字が存在しないことから、兼田は、アイヌ語と日本語の両方に精通しているテルに、ユカㇻを文字に書き起こすことを勧める。テルはユカㇻの翻訳を始め、その出来ばえは兼田の想像をはるかに超える。兼田はユカㇻの本格的な出版のため、テルを東京へと呼び寄せる。テルは一三四と将来の約束を交わし、東京へと旅立つ。
テルは東京で兼田と妻の静のもと、ユカㇻの翻訳を自分の使命と信じて、翻訳作業に没頭する。テルは19歳を迎えた頃、出版も間近に迫る。しかし突如、テルは病魔に侵される。それでもテルは残された力を振り絞り、原稿の校正を進める。最後の校正を終えたその日、テルは自らの使命を全うしたかのように満足気な表情で、19歳の短い生涯を終える。

## 登場人物

人物相関図

北里 テル
演 - 吉田美月喜
主人公。アイヌの少女。アイヌ語と日本語の両方に精通している。モデルは知里幸恵。
一三四（ひさし）
演 - 望月歩
アイヌの青年。テルとは幼馴染み同士で、テルに思いを寄せている。
イヌイェマツ
演 - 島田歌穂
テルの叔母。テルにユカㇻを教える。モデルは知里幸恵の伯母である金成マツ。
レモク
演 - 阿部進之介
一三四の祖父。和人によりニシン漁の強制労働を強いられる。
兼田教授
演 - 加藤雅也
言語学者で、アイヌ語研究の第一人者。モデルは知里の文化伝承に携わった金田一京助。
兼田 静
演 - 清水美砂
兼田教授の妻。兼田と共に東京でテルを見守る。
小嶋教授
演 - 天宮良
帝国大学の教授。アイヌ研究の方針を巡って兼田と対立する。

## スタッフ
- 監督・脚本：菅原浩志[2]
- 製作：シネボイス[25]
- 音楽：佐橋俊彦[7]
- 主題歌：島田歌穂「カムイのうた」[26]
- 撮影：上野彰吾[25]
- 編集：時任賢三[25]
- プロデューサー：作間清子[21]
- 製作協力：川村久恵（旭川アイヌ協議会）[21]
- アイヌ語・文化監修：藤村久和[21]
- 配給：トリプルアップ[25]

## 製作
2022年が知里幸恵の没後100年に当たることから、アイヌ文化の振興に力を入れる北海道東川町が知里を題材とした映画を企画して、菅原浩志に製作を依頼したことで、2021年に企画が開始された。菅原は、映画『ほたるの星』を山口県で撮影した縁で、山口でのサミットで講演を行ったことがあり、このサミットに参加していた東川町長（当時）の松岡市郎の誘いで東川のイベントに参加したこと、および菅原が東川町を舞台とした映画『写真甲子園 0.5秒の夏』の制作に携わったことで、東川との縁があった。
菅原はその後に、アイヌによる東川の旭岳の山開きの儀式「ヌプリコㇿカムイノミ」を映像化する際に、この儀式を引き継いでいた川村兼一（川村カ子トの長男、川村カ子トアイヌ記念館の元館長）、その妻の川村久恵（同副館長、旭川アイヌ協議会の会長）を通じて、知里幸恵の存在を知った。菅原は、知里が和人の女学校の入学を拒否されるなどの差別に遭ったにもかかわらず、「アイヌであることを誇りに思う」と語るようになったと知り、いわばアイヌとして蔑まれている身ながら、なぜアイヌとしての誇りを持ち続けることができたのかに、興味を抱いた。その知里の姿勢から、すべての人が自分のアイデンティティ、命、ルーツに誇りを持てる社会になることを望んだ。そして、偏見の強い時代に知里のような人物がいたことに感嘆して、「知里幸恵を映画の中で生き返らせたい」との考えに至った。
また菅原は、先述の儀式の映像化を通じて、日本政府による同化政策の実態も知ることとなった。明治期の北海道を舞台とした漫画『ゴールデンカムイ』のヒットなどで、アイヌとその文化への関心は高まっている一方で、差別の歴史に焦点を当てたものがないと考えられたこと、また川村兼一から、和人への同化政策による民族の言葉や習慣、狩猟の禁止、さまざまなアイヌにまつわる話、知里幸恵の話を知らされたことで、アイヌの長い歴史を和人が上書きしてしまっていると考えられた。そして松岡市郎もまた、アイヌ文化の振興や共生社会の実現を東川町の理念に掲げていたことで、菅原と松岡が意気投合する形になり、映画の製作が決定することとなった。白老町の国立アイヌ民族博物館によれば、知里を題材にした映画は珍しいという。
2021年12月時点の企画開始発表時点では『カムイのなげき』との仮題であったが、翌2022年5月の製作発表時に『カムイのうた』に改題された。このタイトルはアイヌ文学の「神謡」を意味する他に、「アイヌも和人も皆がウタリ（アイヌ語で「仲間」の意）」との思いで名づけられており、「いじめを受けている若者や差別に遭っている人々が力強く生きていける力を、少しでも与えられる映画に」との願いが込められている。
東川町は制作費やロケなどを支援し、ふるさと納税で約2億5千万円を集め、制作費にあてた。作中に登場するタマサイ（ガラス製の首飾り）も、旭川市民や東川のボランティアによって製作された。旭川信用金庫からは、企業版ふるさと納税制度の活用により500万円の寄付が得られ、東川町長の松岡市郎から同信金の原田直彦理事長へ感謝状が贈られた。折しも企画開始時はコロナ禍の時期であり、「文化は不要不急」との声もあったが、その一方では日本国内外で、いじめ、差別、紛争が絶えない状況であったことから、東川町では映画を通じて、自らの言葉を大切にし、融和な社会を保つことの大切さを伝えることを目指して、映画の準備が進められた。
東川町のオーディションを受けに来たある男性は、「完成するまで預かってほしい」と言って、知里幸恵の遺骨の一部を監督の菅原に託した。これは知里幸恵 銀のしずく記念館（北海道登別市）の設立者である横山むつみ（知里の姪）が、知里の生きた証を残すために、この男性に託したものであった。菅原は制作期間中にこの遺骨を、脚本を執筆する机上、ロケ地、編集地と、常にそばに置いており、知里ならどう考え、どう行動するかを考えながら撮影に臨んだ。映画の完成後、菅原は「物語に書かされるという境地に入り込めた」と振り返っている。

### アイヌ文化の描写
アイヌを題材とする映画において、監督の菅原は本物に迫ることに拘り、知里幸恵の日記や手紙、関連書籍のほぼすべてを読破した。アイヌの歴史の勉強のために、幕末の探検家である松浦武四郎が遺した文献まで調査した。登場人物たちの衣装も、明治期から大正期にかけての写真をもとに考証して、再現した。知里が『アイヌ神謡集』を著すにあたって、ユカㇻの一節の日本語訳として、有名な「銀のしずく降る降るまわりに」との言い回しを選ぶまでの改訂作業も、丹念に描写された。
製作には旭川アイヌ協議会が協力し、北海学園大学の名誉教授である民俗学者の藤村久和が監修を務めた。藤村はアイヌ語とアイヌ文化、ユカㇻの節回しやアイヌの生活全般、出演者たちのアイヌとしての挙動、所作、情景描写などの指導を行った。川村カ子トアイヌ記念館は、チセ(アイヌの伝統住居)での撮影、当時の生活の再現のための道具の貸与、アイヌの風習の助言などで協力した。
一例として、アイヌの青年が薪を拾う場面では、台本を変更して、落ちた木のみを拾うように改められた。アイヌは「命には神が宿っている」として、基本的に生きた木を切らないためである。また、終盤で主人公が死去した後に、叔母が主人公の遺影に手を合わせて祈る場面がある。監督の菅原は正解がわからなかったため、何通りかの祈り方を撮影した後、藤村久和に相談したところ「好きなように撮影して良い」との返答であった。アイヌには遺影が無いためである。このことで菅原は、自分が無意識の内に和人としての常識に囚われていたことを痛感し、和人とは異なる文化であることを念頭に置いて撮影を続けた。
ニシン漁の強制労働で死去したアイヌを埋葬する場面において、哀悼の意を表するために、雪の上に建てた墓標に雪をこすりつける場面があり、これも藤村の助言によるものである。藤村はアイヌと生活を共にしてアイヌ文化を学んだ人物であり、こうした墓標での仕草はどの書物にも記録されておらず、藤村だからこそ知り得たことであった。

### 差別と迫害の描写
アイヌが受けた差別と迫害の歴史は、映画の作中においても描写されている。明治時代に北海道の開拓事業が本格化し、大勢の和人が北海道に移住して以降、アイヌが通学する土人学校（アイヌ学校）でアイヌ語が禁止され、漁場ではアイヌが和人により強制労働を強いられ、さらに人類学の研究のためと称してアイヌの墓地から遺骨が盗掘される。主人公もまた、職業学校の同級生に「アイヌが来るところじゃない」と陰口を叩かれ、愛用のムックリをへし折られるといった、あからさまな差別が多く描写されている。監督の菅原は、こうした差別を真正面から描写することに拘った。
アイヌの差別の歴史など、負の歴史と真正面から向き合う作品は少なく、作品としてタブー視されていた題材ともいえるために、これを作品にするのは覚悟も必要であったが、当たり障りのない映画ではなく、確固たる描写の作品を描くことが目指された。菅原は完成後に「これほど覚悟が必要な映画はなかった」と語っている。酒好きにもかかわらず、その酒を製作中の3年間にわたって断っており、36時間飲まず食わず寝ずの状態もあったという。
菅原はアイヌへの取材に際して「和人のおまえにアイヌの何が分かる」とも言われた。「アイヌには触らない方が良い」という知人も多かった。しかし、人間として生まれ、愛を持って生き、死を迎えることは、アイヌも和人も関係なく、どの民族も共通だと考えられたことから、その中で戦う人たちを描く、民族を超えた普遍的なテーマを持つ作品を目指して製作された。作品には差別用語も登場するが、かつてのアイヌ民族に「違う」と言われないよう、敢えて過去にあった事実を伝えるようにと製作された、また、アイヌへの取材に際して、「やっとカミングアウトした」という60歳代の女性がいたことから、未だアイヌであることを隠している人々、アイヌのみならず様々な血を引いている人々もいるであろうことから、そうした人々が自信を持って自分の血筋を語ることが可能な社会への願いが、映画に込められた。

### 配役
知里幸恵をモデルとした主人公役の吉田美月喜は、約800人の中からオーディションで選ばれた。吉田が実在の人物および、実在の人物をモデルとした役を演じるのは、本作が初めてである。吉田は東京出身であり、知里やアイヌ文化について詳しいわけではなかったが、出演が決定して以降は、書籍やインターネットで知里幸恵のことを調べ、本作の製作発表会見で北海道へ赴いた際に、国立アイヌ民族博物館のウポポイや銀のしずく記念館に足を運び、知里の遺した手紙や生前の写真を見るなどして、知里のことを学んだ。役作りのために、アイヌ文化、着物の着方、アイヌ音楽のことも学んだ。映画の冒頭で、知里による『アイヌ神謡集』の「その昔この広い北海道は、私たちの先祖の自由の天地でありました」で始まる序文を引用したナレーションも、吉田が担当した。
後述するユカㇻなどのアイヌ文化について、吉田は北海道で実際にアイヌから指導を受けたものの、その指導者からは「こうした作品作りに携わることはいまだに勇気がいる」と言われた。このことで吉田は、アイヌであることを隠す必要もある現代において、敢えてアイヌ映画へ協力する覚悟を感じ、改めて主人公を演じる覚悟を決めたという。
主人公の叔母を演じる島田歌穂は、監督の菅原浩志がミュージカルのファンで好きであり、製作の5年前から島田の出演する舞台を観劇しており、歌詞によどみがなく、はっきりと、歌詞の一言一言が大切に歌われていると感じられたことから、後述するように撮影現場で生でユカㇻを歌うことのできる人材として、起用された。島田もアイヌの役は初めてであり、アイヌの成人女性の証である唇への入れ墨のメイクにも挑んだ。島田は父が北海道出身であり、アイヌのことも身近に感じてはいたが、この映画でアイヌの悲惨な歴史や思いを改めて知ったという。また、島田が近年に祖母の遺品を整理していたところ、母がアイヌの衣装を纏った写真が発見されたことで、母が北海道出身である父と結婚する前に、舞台俳優としてアイヌの役を演じていたことが判明するといった、数奇な縁もあった。
主人公を支援する大学教授役を演じた加藤雅也は、俳優業の傍らで2000年頃から人物や風景の写真を撮り始めており、この映画の撮影中にも写真を撮りためていた。映画の舞台の一つとなった東川町が「写真の町」として写真を通じたまちづくりを進めていることで、2024年7月に東川町で、映画の舞台裏や現代を生きるアイヌたちの姿を写した「カムイからの伝言 加藤雅也写真展」が開催された。こうした縁で同2024年7月、東川の大雪山文化や写真文化、アイヌ文化の発信についての連携のため、加藤が「東川町文化芸術アンバサダー」に就任した。
主要人物以外の演者として、アイヌ文化伝承者の杉村キナラブックの実孫で、旭川市でアイヌ織物の伝承を続ける太田奈奈がアイヌのフチ（高齢女性）を演じた他、ニシン漁の強制労働を強いられるアイヌとして、菅原浩志監督から「本物の映像を作りたい」との意図で、実際のアイヌの血筋の者がオーディションを経て出演した。北海道新聞の記者の和泉優大は、神奈川県出身であるが、北海道内の大学でアイヌの差別を知って衝撃を受けたことで、演技未経験ながらオーディションに臨み、主人公宅に手紙を届ける郵便配達員として出演した。
俳優たちが「こういう映画は作らなければならない」と言って参加したり、東川町のオーディションでは「アイヌのためだったら映画に参加したい」と、4時間運転してオーディション会場に来場した者、「映画に出るとアイヌだとばれてしまう」という母親の反対を振り切って撮影に参加した者もいた。その一方で菅原によれば、「アイヌに関する映画は断る」という俳優事務所、映画への出演に難色を示す芸能事務所もあり、「厚い壁を経験した」という。アイヌを題材とした映画にもかかわらず、主要人物の俳優陣がアイヌでない理由は、こうした事務所への配慮、およびアイヌの墓を荒らす大学教授が悪役のように描写されているため、そのモデルとおぼしき実在の人物、さらにはその人物の子孫たちへの配慮とも推察されている。

### 撮影

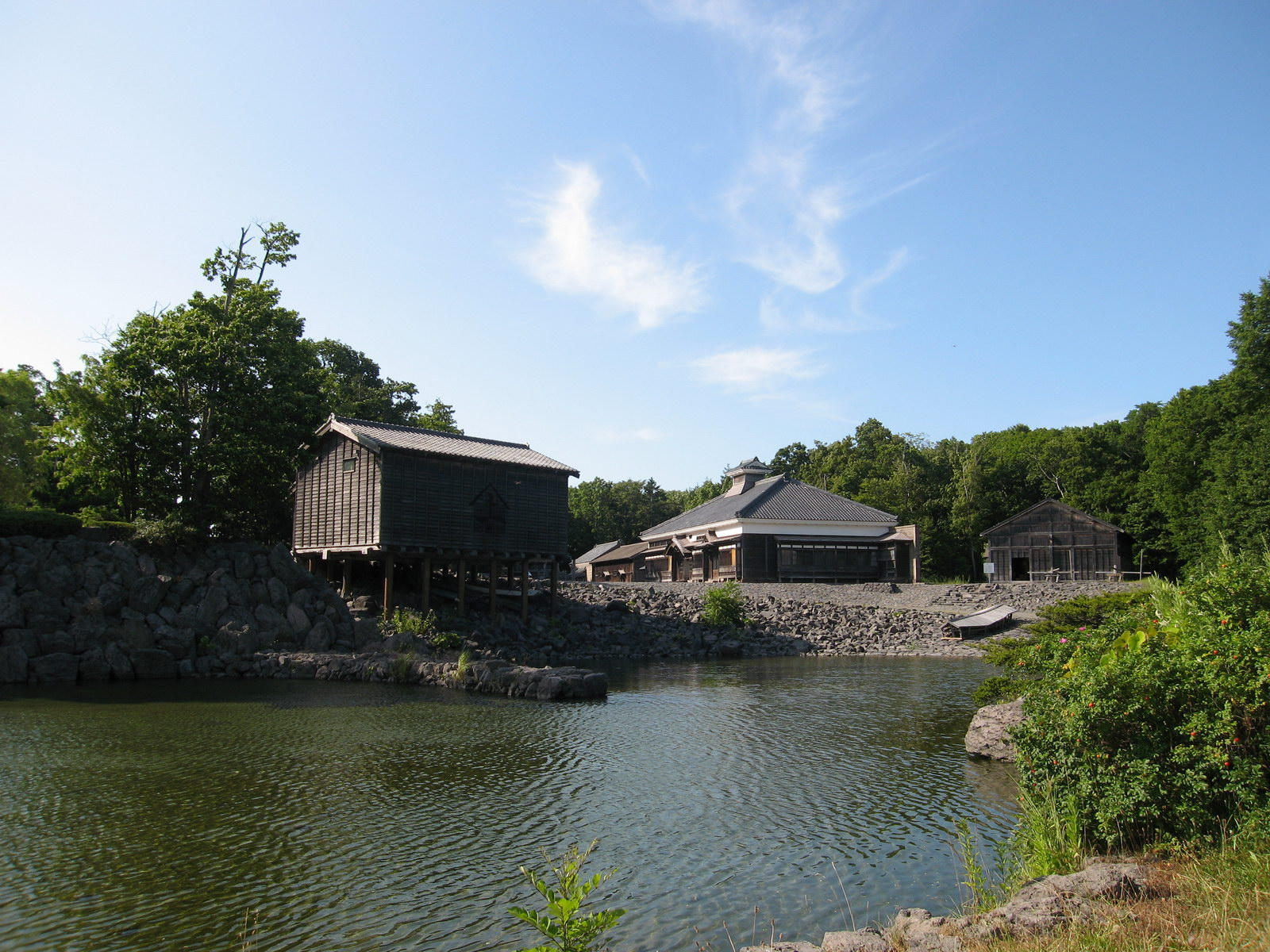
映画の撮影に用いられた北海道開拓の村（北海道札幌市厚別区）の旧青山家漁家住宅

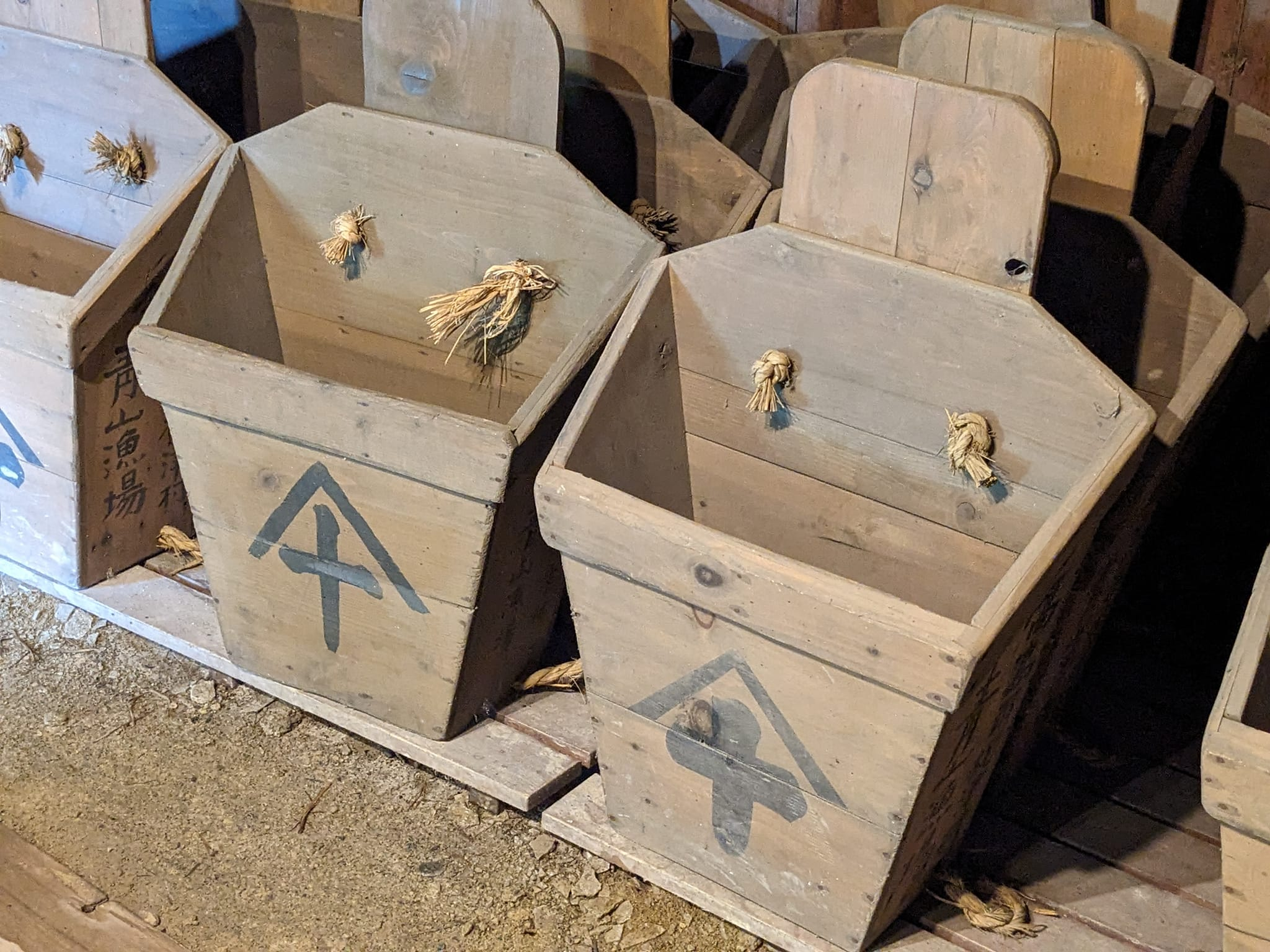
ニシン運搬用の背負い箱「モッコ」。ニシンを満載すれば30㎏以上の重さになる

撮影は2022年7月に、銀のしずく記念館でクランクインし、同2022年の夏季と翌2023年の冬季の2期にわたって、撮影が行われた。撮影地には、東川町の忠別湖や町有林などを中心として、銀のしずく記念館、北海道開拓の村（北海道札幌市厚別区）の旧青山家漁家住宅、石狩市、旭川市、札幌市、小樽市、共和町、夕張市、比布町など北海道各地が使用された。作中の『アイヌ神謡集』の序文を壮大な自然美で表現することを目指して、CGの使用や既存の映像の流用は一切行われなかった。
主人公たちが住んでいるアイヌの家屋は、東川町の公園の片隅に移築保存されている明治時代の古民家、通称「明治の家」（東川町有形文化財）が用いられた。北海道開拓の村は、明治期から昭和初期の建築物が集められている上に、広大な敷地に本物の馬車が走る市街地が復元されていることから、主人公の通う女学校、帝国大学、町の医院、駐在所、番屋小屋などの撮影に用いられた。
明治期にアイヌがニシン漁場で過酷な労働を強いられた場面は特に力が入れられた場面である。労働者を演じる出演者たちは、1年にわたって髪と髭を伸ばし、体重を落として役作りに努めた。本業が設備工事業者であるエキストラの1人は、この役作りのために、10か月間にわたって工事の現場に出る機会を減らした。この強制労働は、史実では1月から3月に行われていたために、同じ時間と空間の再現のため、撮影もまた同時期の2023年1月に行われた。また、当時と同じ環境に身を置き、当時の労働環境の厳しさを肌で感じるため、日本海に面した石狩市浜益の冬季の海岸で、極寒の海に入って撮影が行われた。撮影時の気温は氷点下20度を下回り、風速20メートル以上の猛吹雪で、海も大荒れであり、水揚げされた大量のニシンを背負うエキストラ陣の、過酷で鬼気迫る表情が撮影されることとなった。映画撮影技術としては、スタジオにセットを製作し、グリーンバックで合成しての撮影も可能だが、菅原は敢えて自分たち自身の体験を撮影することに拘った。撮影スタッフからは「一生で一番寒い」「こんな寒さは経験したことがない」「今後、どんな過酷な仕事が来ても耐えられる」との声も聞かれ、現地の宿泊先の従業員も撮影の危険性を危惧するほどであった。この冬季の撮影では、荒れた真冬の海岸を撮影予定だったところが、撮影の準備中には晴天続きであり、撮影当日には地元でもまれな激しさの吹雪になったという幸運にも恵まれた。
吉田美月喜らの撮影は、撮影が開始された2022年7月から8月にかけての夏季に終了の予定であったが、監督の菅原が「冬の自然の中で彼女らの演じる人物を見たい」と考えたことで、翌2023年1月の北海道内での撮影が追加された。折しも2023年1月の北海道は大寒波が到来しており、撮影が行われた忠別川沿いは、積雪が50センチメートルを越え、川沿いの土手が腰まで雪に埋もれて歩けないほどで、気温は氷点下10度以下に達しており、菅原は「リアルな体験をしてもらえた。いいシーンが撮れたと思う」と語った。共演者の加藤雅也は、映画完成後のトークショーで「冬のシーンは見ていてヤバいと思った」と語った。

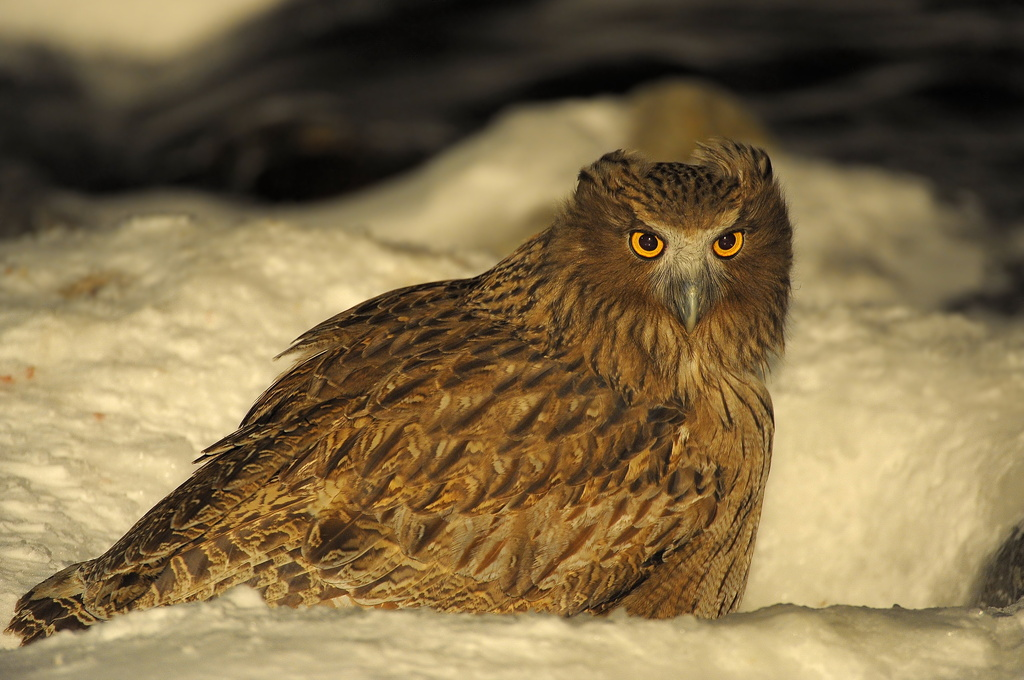
シマフクロウ

北海道内の大自然の風景の撮影にあたって、菅原が強く希望したものが、シマフクロウであった。シマフクロウは日本では北海道にのみ生息し、アイヌにとってはカムイ（神）とされている。しかしシマフクロウは、2020年代においては北海道内でも約200羽が生息するのみの絶滅危惧種であるために、野生の状態で撮影することはおろか、野性のものを捜すこと自体が非常に困難であり、生息場所が判明したとしても、無暗に撮影することは許可されていなかった。環境省に映画の趣旨を説明し、管理区域で限られた時間のみの撮影許可を得た上で、東川町の写真家である大塚友記憲がテントで2日間待ち続けた末、ようやく撮影に成功した。こうして撮影されたシマフクロウは、この映画の最大のモチーフとされた。

### 音楽

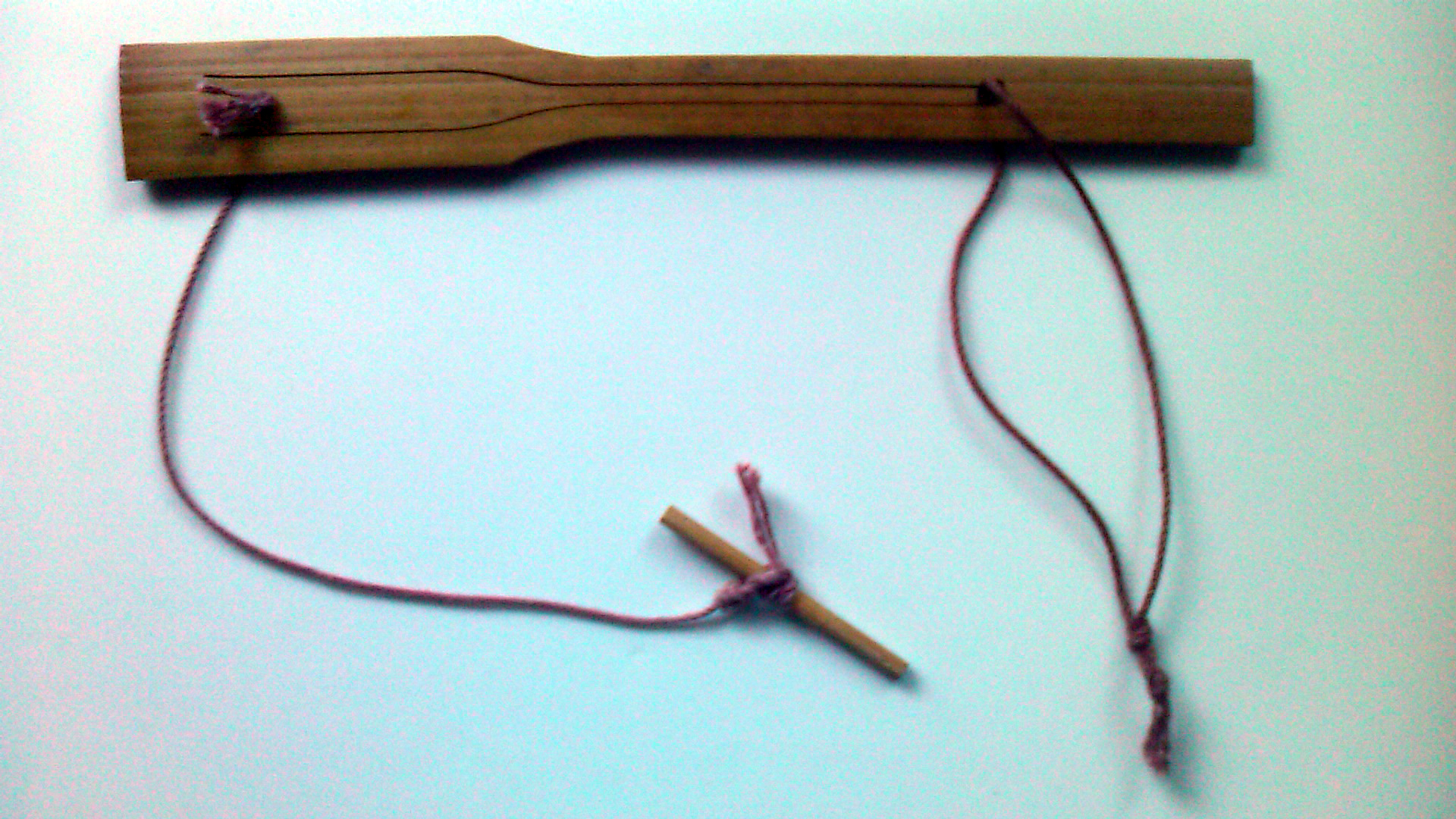
ムックリ

作中では重要な場面として、主人公がアイヌの楽器であるムックリ（口琴）を演奏する場面、ユカㇻを歌う場面がある。このために主演の吉田美月喜は、東京都内のアイヌ料理店や自宅でムックリを練習した。ムックリは楽譜が存在せず、人によって音が異なるために無限に音があるといえる楽器であり、練習は困難を極めた。またユカㇻは事前に音声データを受け取って練習したものの、北海道での撮影で実際にアイヌから指導を受けたときには「全然駄目」「全然情緒が伝わってこない」と酷評された。通常の映画での歌の場面では、歌は事前にスタジオで収録し、撮影時にはその歌を再生しつつ、演者がそれに合わせて口を動かすことが多いが、監督の菅原浩志が「芝居では感情の流れで台詞の言い回しが変わることがあるように、歌も感情によって歌い方が変わって当然」「ユカㇻもムックリも、芝居の中から出る音だけを撮影したい、音だけを後で別撮りすることは絶対にしない」と拘ったために、吉田は半年間にわたって特訓を続けた。
主人公にユカㇻを教える叔母役の島田歌穂もまた、菅原の「これは歌穂さんにしか歌えない」との熱望を受けて、半年間にわたってユカㇻを特訓した。ユカㇻもまた楽譜が無いことから、知里がローマ字で書き起こした歌詞にカタカナをふった資料をもとにして、島田が自ら歌詞を文字に起こし、微妙な音のニュアンスを矢印で書き記すなどして、自身だけが理解できる楽譜を作成しての猛特訓であった。島田自身は「楽譜の無いユカㇻの表現は大変」と語っていたものの、吉田は島田のユカㇻについて「アイヌ語がわからなくても情景が伝わってくる」と語った。作中では囲炉裏のそばでユカㇻを歌っているが、島田はミュージカルに多く出演するために、普段は喫煙者に近づかないほど自分の喉を労わっており、作中では囲炉裏の煙が上がっている中での熱演であった。
作中で島田歌穂が歌うユカㇻ「シマフクロウの歌」は、アイヌ神謡の中でも、教科書に掲載されているほど知名度の高いものだが、アイヌ文化監修を務めた藤村久和によれば、アイヌによるこのユカㇻを実際に聞いたことのある者はおらず、録音資料も存在しなかった。ただ1人、ある古老だけがこのユカㇻをおぼえており、島田がそれを復元することで、この映画の中で初めて披露されることとなった。また他のユカㇻも、口伝えのものを島田が耳で聞いて復元したものであり、藤村は、映像の中にユカㇻが保存されることを非常に重要なことと語っている。吉田のムックリと島田のユカㇻは、2023年9月に東京国際展示場で行われた劇場公開前トークイベントでも披露された。
主題歌「カムイのうた」は、歌を島田歌穂、作詞を菅原浩志、作曲・編曲を島田の夫であり、ピアニスト、音楽プロデューサーでもある島健が担当した。映画の公開に先駆けて、島健と2023年9月に東川町で行ったコンサートで初披露された。同2023年12月には、夫妻が共演する主題歌のミュージックビデオが、東川町の公式YouTubeチャンネルで公開された。映像内では北海道の自然の風景、映画の重要な場面も盛り込まれた。

### 美術
豊橋市のデザイン事務所であるエクスラージが映画の宣伝美術を担当し、映画のポスターやパンフレットを製作した。豊橋市は、監督の菅原浩志が豊橋市制100周年記念映画『早咲きの花』の監督・脚本を担当したことをきっかけに、2006年にふるさと大使に就任していたとの縁があった。宣伝ポスターやパンフレットは、理不尽な差別に対するアイヌ民族の怒りや憤りの表現のために、赤色の印象を強く作成された。
先述のように苦心の末に撮影されたシマフクロウは、この映画の最大のモチーフとされ、映画のキービジュアル、ポスターの背景としても使用された。このシマフクロウのまなざしは、アイヌを見守り、いじめや差別に怒りを覚えているものとされ、観客に向けての問題提起の意味も込められている。

## 封切り
2023年11月23日から、旭川市など北海道内各地で先行上映が実施された。先行上映に伴い、映画や撮影地の東川町のアピールのため、道北バス（北海道旭川市）によるラッピングバスが、旭川市内の各地を走行した。知里幸恵の命日である2023年9月18日には、知里の出身地である登別市で試写会が行われた。
全国公開は2024年1月26日、愛知県豊橋市のユナイテッド・シネマ豊橋18から開始された。豊橋市は先述のような菅原浩志との繋がりに加えて、知里幸恵と親交のあった旭川近文コタンの長・川村カ子トは測量技師としても著名であり、豊橋駅を発着する飯田線敷設の折の測量作業に従事していた縁があった。翌1月27日、東京都内で主演の吉田美月喜が公開記念舞台挨拶に登壇した劇場は、客席が満員となった。
上映終了後にも多くの問合せが寄せられたことで、2024年5月からは、旭川市のシネプレックス旭川や、札幌市のサツゲキなどでアンコール上映が実施された。配給会社のトリプルアップは「北海道発の映画としてはまれなスマッシュヒット」としており、忠実に描かれたアイヌの歴史の描写や、漫画『ゴールデンカムイ』の影響もあったとみられている。東川町ではアンコール上映を盛り上げるために、2024年4月21日に旭川市内で開催されたイベントで、タマサイや、主人公が履いていたわら靴などの映画の小道具約20点が展示された。2024年8月には東川町で、日本全国での上映館は70以上にのぼったことの感謝として、凱旋上映会と、吉田美月喜を迎えてのトークイベントが開催された。

## 翻案作品
この映画をもとにした同タイトルの漫画が、2023年9月6日に発売された。作者は漫画家のなかはらかぜ。菅原浩志が映画監督として、周南公立大学の映画の授業で講師をしており、なかはらは同大学で特任教授を務めていた縁で、作者を務めることとなった。
なかはらは漫画の製作にあたって、知里幸恵の日記や評伝を調査した上でユカㇻを掲載し、さらに映画の作中に登場しないアイヌの儀式の描写も盛り込んだ。漫画オリジナルキャラクターのアイヌ犬も登場する。
主人公は、自分がアイヌであることに誇りを持ってアイヌ文化や風習を伝えた人物であるが、揺れ動く健気な心もあったと考えられたことから、家族、友人、恋人を描くことによって、少女らしい心を描写することが心がけられている。また、菅原から「子供でも読みやすく」と意見を受けたことで、動物のカムイ（神）が言葉を話す場面なども盛り込まれている。

### 書誌情報
- 菅原浩志（原作）、なかはらかぜ（漫画）『カムイのうた』藤村久和監修、春陽堂書店〈春陽堂コミックス〉、2023年9月4日。ISBN 978-4-394-66002-6。

## 作品の評価
雑誌『旅の手帖』の記者である岡崎彩子は、史実に忠実な演出、アイヌたちが過酷な労働を強いられた苦難や、研究のために墓から遺骨を奪われるといった屈辱が伝わる点、北海道の大自然や野生生物の描写を高く評価した。加えて出演陣については、吉田美月喜の悲しみを込めた物静かな演技力、島田歌穂のユカㇻの独特なリズムや音やメロディと、伸びやかな歌声などを評価した。
映画評論家でもある拓殖大学国際学部教授の長坂寿久は、映画評サイトの感想を閲覧した結果、本作で描写されているアイヌへの差別や暴力は、さほど強調されているわけではなく、史実と比較すると生ぬるくすら感じられるものの、現代の若い世代の観客が、非常に辛い思いを体験したような感覚を持つに至っていると分析している。また長坂は、作中で島田が歌うユカㇻを「この映画の圧巻」と絶賛している。
主人公がアイヌであることに絶望しながらも、自身の文化を否定せずに強く生きる姿に対して、生きることへの強い意志と、社会の成立のために必要なものが何かを考えさせられるとの意見や、平等の権利があることと厳しく統制されることとは全く異なり、個々のアイデンティティやルーツを改めて認識したくなる、との声も寄せられている。
試写会では「ここまでひどい差別があったと知らなかった」と涙を流す観客もいた。吉田美月喜によれば、北海道の劇場ではアイヌの血筋の客も多く来場するために、そうした観客たちに認められるか不安だったところが、涙を流す観客、舞台挨拶では真剣に耳を傾ける観客もおり、「地元の方に認めていただけた」「私たちの思いがしっかり伝わった」と感じたという。
先述の杉村キナラブックの実孫の太田奈奈は試写会で、差別の場面を見たことで、自身や家族が受けた仕打ちを思い出して、視聴に耐えきれず席を立ち、「自分は伝承をやり遂げていない。映画を見て悔しかったけどやってやる」と話した。北海道内での先行上映で、東川町長（上映当時）の菊地伸が「見ないとわからないことも多い」と語り、北海道出身、北海道在住の観客からも「知らないことが沢山あると思い知らされた」「史実に基づいた素晴らしい作品」「こんな辛い思いをしたと思うと涙が出てきた」などの声が聞かれた。アイヌの真実を映画化したとして、この企画を推し進めた当時の東川町長の松岡市郎の手腕を「型破り的存在」として評価し、松岡のことを、かつてアイヌと共存した和人である松浦武四郎、アイヌ復権に尽力した五十嵐広三と並ぶ存在と評価する声もある。
日本国外でも、国際映画製作者連盟公認の映画祭であるインドのコルカタ国際映画祭インターナショナル映画部門で最優秀作品賞を受賞、カナダのモントリオール・インディペンデント映画祭でも優秀作品賞、モルディブのグランド・シネ・カーニバル・モルディブでも優秀作品賞、スペインのハーキュリー・インディペンデント映画祭でも優秀作品賞を受賞するなど、高い評価を受けた。
一方で、北海道新聞文化部の記者である古川有子は、アイヌの歴史や知里の人生を辿ることに主眼が置かれており、普段の生活の中での細かな感情の描写が少ないことで、劇映画としての人物造形が物足りなく、一本調子であること、主人公と恋人との関係の描写が希薄であるために、主人公と恋人との別離の場面での絶望感が伝わりにくいこと、主人公の優れた言語感覚がどのように身についたかの描写が少ないことを批判している。
ジャーナリストの加藤久晴は、主人公の叔母がユカㇻを歌う場面で、歌手である島田歌穂の本格的な歌唱力を高く評価しているものの、歌詞がアイヌ語であるために、この魅力が視聴者に伝わりきらないと指摘している。作中でのアイヌ語での会話の場面には字幕が入っているが、ユカㇻには字幕が無く、加藤はこの点に疑問を呈している。
アイヌが和人から受けた差別の歴史を映像化するにあたって、アイヌ側には悪人が登場せずに本質的な善として扱われ、和人の側は主人公の支援者以外は明確な悪人として描写されているために、アイヌはその一側面である善性のみが強調されており、本来の当事者性が含まれているであろう民族として持つ複雑さ、多面性、ディテールが描写されていない、といった指摘もある。
随所に描写される差別の場面について、現実にも存在するアイヌへの無理解や差別とは別物、いわばエンタテイメント作品を観客として鑑賞している感覚に陥りうるとして、こうした差別を映画の中のみの留めるのではなく、和人が観客としてこの映画を見たときに、自身もまた和人として差別の当時者であることの責任を突きつけ、内省する機会の提示を求める意見も述べられている。作中にエキストラとして出演したアイヌの1人は、「良い映画で感動もしたけど、現実はそんなもんじゃない」とも話している。SNS上では、差別の場面について「偏見がある人こそ見た方がいい」との声の一方で、「捏造」と主張する声もある。